# R/V Botnica
R/V Botnica är ett svenskt havsforskningsfartyg, som sedan 2017 tillhör Umeå universitets Umeå marina forskningscentrum.
R/V Botnica är en 23 meter lång före detta polispatrullbåt från Nederländerna Hon är avsedd för havsforskning och undervisning på dagsturer.